# Tony Saint Laurent
Tony Saint Laurent est un humoriste et comédien français, qui s'est fait connaître au travers du Jamel Comedy Club.

## Théâtre

### One-man-show
- 2013 : Appelez-moi Tony Saint Laurent[3]
- 2017 : Inclassable[4]
- 2023 : Efficace.

## Parcours à la radio
- 2017 : Radio Jack, Oui FM
- 2017 : Allo Tony, Europe 1

## Filmographie

### Cinéma
- 2012 : Paris à tout prix de Reem Kherici : Sandro[5]
- 2016 : Pattaya de Franck Gastambide : un casteur[5]
- 2021 : Super-héros malgré lui de Philippe Lacheau : le réalisateur

## Émissions de télévision
- 2012 : Faut pas rater ça ! sur France 4 : chroniqueur
- 2012 et 2014 : Le Marrakech du rire sur M6
- 2012-2015 : Jamel Comedy Club sur Canal+
- 2013- : Vendredi tout est permis avec Arthur sur TF1 : sociétaire
- 2014 : Le Maillon faible sur D8
- 2014 : Canapé Quiz sur TMC
- 2015 : L'Académie des neuf (NRJ 12)
- 2016 : Touche pas à mon sport (D8) : chroniqueur
- 2017 : Le Grand Blind test (TF1)
- 2019 : Tout le monde a son mot à dire sur France 2
- 2023 : Le Meilleur Pâtissier célébrités sur Gulli : participant